# I Am Bones
I Am Bones ist eine dänische Indie-Rock-Band aus Aarhus.

## Bandgeschichte
I Am Bones war ursprünglich das Pseudonym des Singer-Songwriters Johannes Gammelby, unter dem er 2003 The Short Attention Span EP und 2004 If You Really Love Me, Send Me More Medical Supplies veröffentlichte. Nach einigen Live-Gigs war die Musikszene aufmerksam geworden und Gammelby erhielt bei Morningside Records einen Vertrag. 2005 erschien das Debütalbum Wrong Numbers Are Always Busy in Dänemark, das in Deutschland erst 2006 erhältlich war. Bei anschließenden Auftritten wechselte ständig die Besetzung, bis sich 2006 die aktuelle Formation mit Filip Granlie, Christian Winther und Jeppe Lindgren fand. 2006 folgte eine weitere Tour durch Dänemark und Deutschland. Dann begaben sich die Bandmitglieder wieder ins Studio, um das Nachfolgealbum einzuspielen, das 2007 erschienen ist. The Greater Good erhielt gute Kritiken, so dass I Am Bones aktuell zu den besten dänischen Alternative-Rock-Bands gezählt wird. Im Frühjahr 2008 tourte die Gruppe wieder durch die Clubs in Dänemark.

## Stil
Zunächst klang I Am Bones wie eine punkige Mischung aus Nirvana, The Vines, Pavement und Beck. Dann entwickelte sich der Sound durch rockige Elemente in eine deutlich aggressivere Richtung. Die Band zeichnet sich auch durch vorwitzige Songtitel wie Zeitgeist, Oktoberfest vs. Morrissey, Roskilde vs. Vitamin D oder One Foot In The Groove aus.

## Diskografie

### Alben
- 2004: If You Really Love Me, Send Me More Medical Supplies
- 2005: Wrong Numbers Are Never Busy (Morningside Records)
- 2007: The Greater Good (Morningside Records)

### EPs
- 2003: The Short Attention Span EP